# Fenyvessy Balázs
Fenyvessy Balázs, születési nevén Gránicz Balázs, névváltozatai: Fenyvessi Balázs, Fenyvesi Balázs (Debrecen, 1910. október 3. – ?) Jászai Mari-díjas magyar színész. Az Állami Déryné Színház alapító tagja.

## Élete

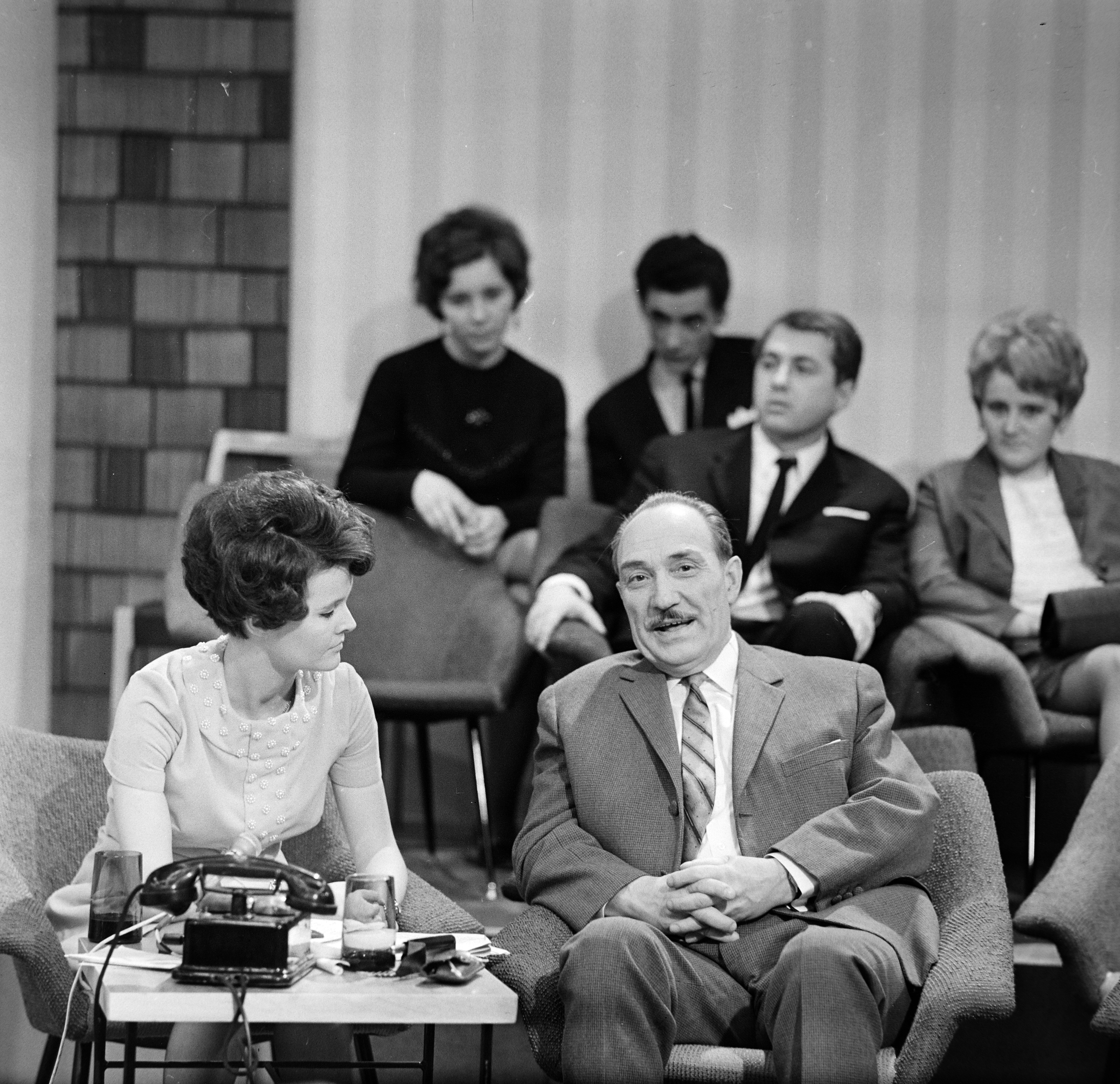
Poór Klára és Fenyvessy Balázs a Magyar Televízióban, 1969-ben, a Családi félkör című szórakoztató műsor felvételén

Gránicz Péter vagongyári munkás és Trenka Erzsébet fiaként született. Eleinte nyomdászként dolgozott az Athenaeumnál és mellette műkedvelő előadásokon szerepelt.

„Debrecenben éltem s ott megismerkedtem egy Kassai nevű öreg színésszel. Tulajdonképpen ő ismerte fel bennem a színészi képességeket, s bíztatott: menjek színiiskolára. Rá is szántam magam 1934-ben. A felvételi sikerült, azonban mégsem járhattam, mert délelőtt és délután egyaránt kötött foglalkozások voltak, amelyeken nem vehettem részt, hiszen dolgozni kellett, hogy szüleimnek segíthessek…Nyomdász voltam és mint nyomdász dolgoztam 1951-ig. A helyi szakszervezetben én töltöttem be a kultúrfelelős posztot is egy műkedvelői előadáson újra „felfedeztek”.”

1951-től az Állami Faluszínház egyik alapító tagjaként kezdte pályáját. 1978-ig  tagja is maradt a társulatnak, mely 1955-től Állami Déryné Színházként működött. Nyugdíjasként a Népszínház társulatában is játszott, 1985-ig még vállalt fellépéseket a Várszínházban és a Nemzeti Színházban. Főként jellemszerepekben láthatta a közönség. 

„Az egyik alapító, a nyomdászból lett színész. Fenyvesi Balázs az első, a tízesztendős jubileum napjaiban Mátrai Józseffel, az alapító igazgatóval való első találkozását idézve:

— Mátrai elvtársat keresem.

— Tessék, én vagyok — mondja kíváncsian, szemüvege mögül felcsillanó tekintettel a szobából kilépő két beszélgető közül az alacsonyabb termetű.

— Fenyvesi Balázs vagyok. A fővárosi tanács színjátszó-rendező tanfolyamát végeztem. Szeretnék az induló színházhoz kerülni.

— Sajnos, betelt a színészstátus.

— De nekem megígérték. Én számítottam erre.

— Tudja mit — szólt közbe a másik, ugyancsak szemüveges. de Mátrainál egy gondolatnyíval magasabb termetű férfi, aki könyvekkel a kezében kissé oldalt várakozott —, jöjjön el társulatvezetőnek.”

## Fontosabb színházi szerepei
- William Shakespeare: Othello... Brabantio
- Molière: Tartuffe... Lojális úr
- Carlo Goldoni: Két úr szolgája... Brighella
- Anton Pavlovics Csehov: Sirály... Szorin
- Nyikolaj Vasziljevics Gogol: Háztűznéző... Galuska, végrehajtó
- Heinrich von Kleist: Az eltört korsó... Ádám
- Dario Niccodemi: Tacskó... Eigisto
- Frank Wedekind: A tavasz ébredése... Stiefel, tőkepénzes
- Lillian Hellman: A kis rókák... Charles Hubbard
- Edmund Morris: Álom és valóság (Fatányér)... Lon Dennison
- Szophoklész: Elektra... Nevelő
- Katona József: Bánk bán... Petur bán
- Eötvös József: Hű szerelmesek (Éljen az egyenlőség)... Második kortes
- Jókai Mór: Szeretve mind a vérpadig... Csajághy Márton
- Gárdonyi Géza: Egri csillagok... Cecey Péter
- Mikszáth Kálmán: Tavaszi rügyek... Gábel János
- Móricz Zsigmond: Légy jó mindhalálig... Valkay tanár úr
- Móricz Zsigmond: Rokonok... Berci bácsi, Kopjás nagybátyja
- Dobozy Imre: Szélvihar... Kalló Ferenc; Csendes Imre
- Molnár Ferenc: Liliom... Linzmann
- Gárdonyi Géza: A bor... Pákozdi Mihály
- Illés Endre - Vas István: Trisztán... Marke király
- Gombos Imre: A csóknak próbája... Apafy Mihály
- Egri Viktor: Virágzik a hárs... Barta elnök
- Nyíri Tibor: Menyasszonytánc... Szőke András
- Örsi Ferenc: Láthatatlan szerelem... Bálint
- Örsi Ferenc: Aranylakodalom... Iván
- Selmeczi Elek: Örvény... Takács bácsi
- Ságodi József: Lakásszentelő... Csapó Balázs
- Sásdi Sándor: Cseresznyevirág (Nyolc hold föld) Szedeli Farkas

## Filmszerepek

### Játékfilmek
- Jól megjárta (1956; rövidfilm)
- A mi földünk (1959) – Szakály Pál
- Különös tárgyalás (1961; rövidfilm)
- Szerencsétlen flótás (1981)

### Tévéfilmek
- Móricz Zsigmond: Légy jó mindhalálig (színházi közvetítés az Állami Déryné Színház vecsési vendégjátékáról; Valkay) (1959) (Fenyvesi Balázs néven)[5]
- Gerhart Hauptmann: Naplemente előtt (színházi tévéfelvétel a Várszínházból; Ebisch, kertész) (1982) (Fenyvesi Balázs néven)[6]

## Díjai, elismerései
- Jászai Mari-díj (1961)[7]
- A megyei tanács nívó-díja (1965)[8]